# Ctenolimnophila (Campbellomyia) harrisiana
Ctenolimnophila (Campbellomyia) harrisiana is een tweevleugelige uit de familie steltmuggen (Limoniidae). De soort komt voor in het Australaziatisch gebied.